# Roland (Oklahoma)
Roland és un poble dels Estats Units a l'estat d'Oklahoma. Segons el cens del 2000 tenia 2.842 habitants.

## Demografia
Segons el cens del 2000, Roland tenia 2.842 habitants, 1.055 habitatges, i 815 famílies. La densitat de població era de 415,6 habitants per km².
Dels 1.055 habitatges en un 41% hi vivien nens de menys de 18 anys, en un 56,8% hi vivien parelles casades, en un 17,2% dones solteres, i en un 22,7% no eren unitats familiars. En el 19,5% dels habitatges hi vivien persones soles el 8,9% de les quals corresponia a persones de 65 anys o més que vivien soles. El nombre mitjà de persones vivint en cada habitatge era de 2,69 i el nombre mitjà de persones que vivien en cada família era de 3,09.
Per edats la població es repartia de la següent manera: un 31,5% tenia menys de 18 anys, un 9,5% entre 18 i 24, un 29% entre 25 i 44, un 19,6% de 45 a 60 i un 10,4% 65 anys o més.
L'edat mediana era de 31 anys. Per cada 100 dones de 18 o més anys hi havia 85,2 homes.
La renda mediana per habitatge era de 29.015 $ i la renda mediana per família de 32.863 $. Els homes tenien una renda mediana de 26.294 $ mentre que les dones 19.779 $. La renda per capita de la població era de 13.410 $. Entorn del 16,9% de les famílies i el 20,9% de la població estaven per davall del llindar de pobresa.

## Poblacions més properes
El següent diagrama mostra les poblacions més properes.